# Jashpur (huyện)
Huyện Jashpur là một huyện thuộc bang Chhattisgarh, Ấn Độ. Thủ phủ huyện Jashpur đóng ở Jashpur. Huyện Jashpur có diện tích 5825 ki lô mét vuông. Đến thời điểm năm 2001, huyện Jashpur có dân số 739780 người.